# Allegan (meteorit)

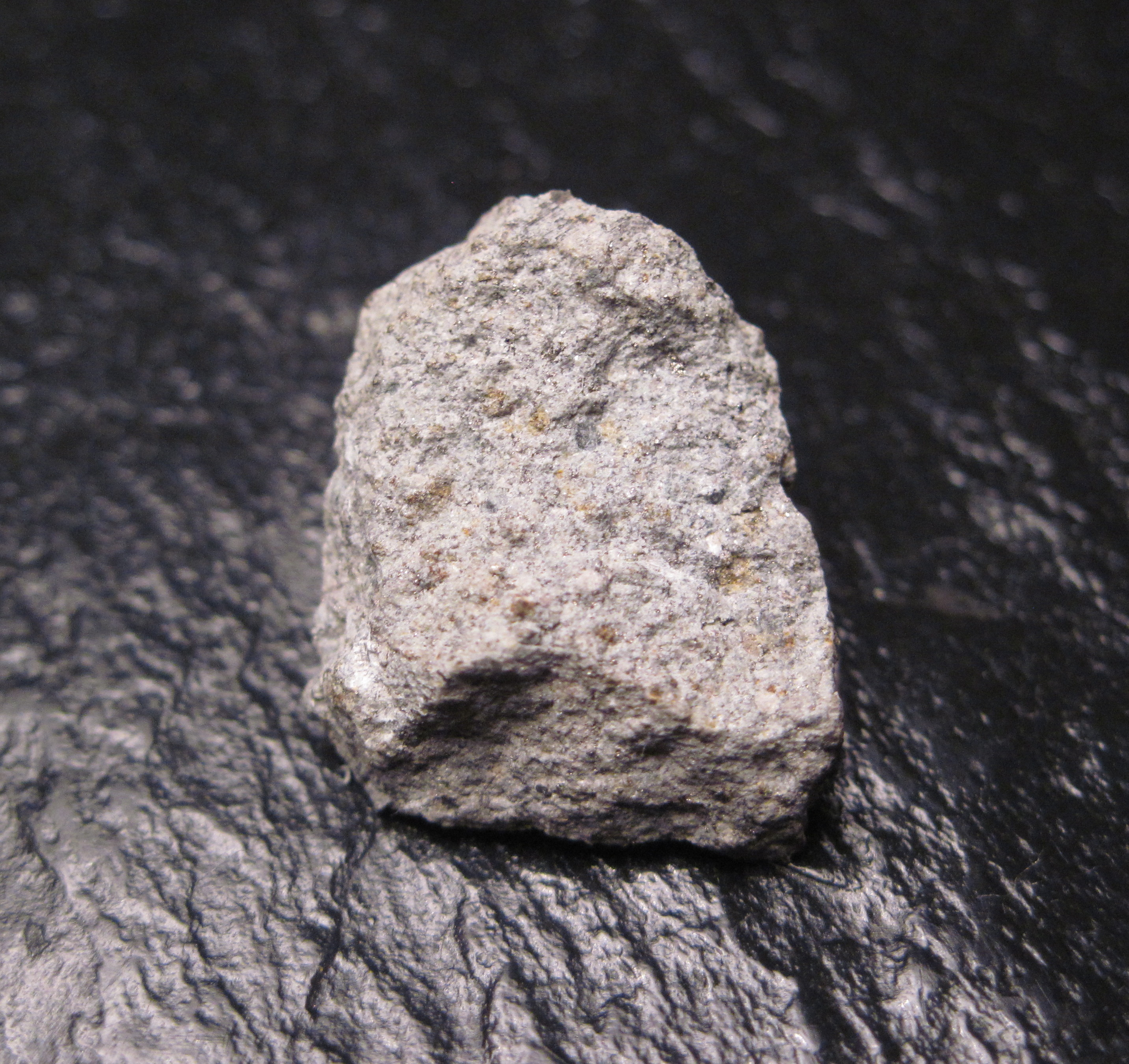
A földet érés helye:

Az Allegan meteorit egy H5-típusú kondrit meteorit, ami az Amerikai Egyesült Államok Michigan államában, Allegan közelében hullott le 1899. július 10-én. A meteorit mintegy 32 kg-ot nyomott. A Michigan államra 1964-ig hullott hét meteorit egyike volt.